# 元亮
元亮（1404年—？），字克昭，河南彰德府湯陰縣人，明朝政治人物。進士出身。

## 生平
河南鄉試第二名。宣德五年（1430年）丁丑科會試第九十六名，殿試登進士第三甲第二十一名。

## 家族
曾祖元瓛。祖父元賜，曾任任湯陰縣學訓導。父亲元英，曾任任商縣學訓導。